# Джубаленд (регион)

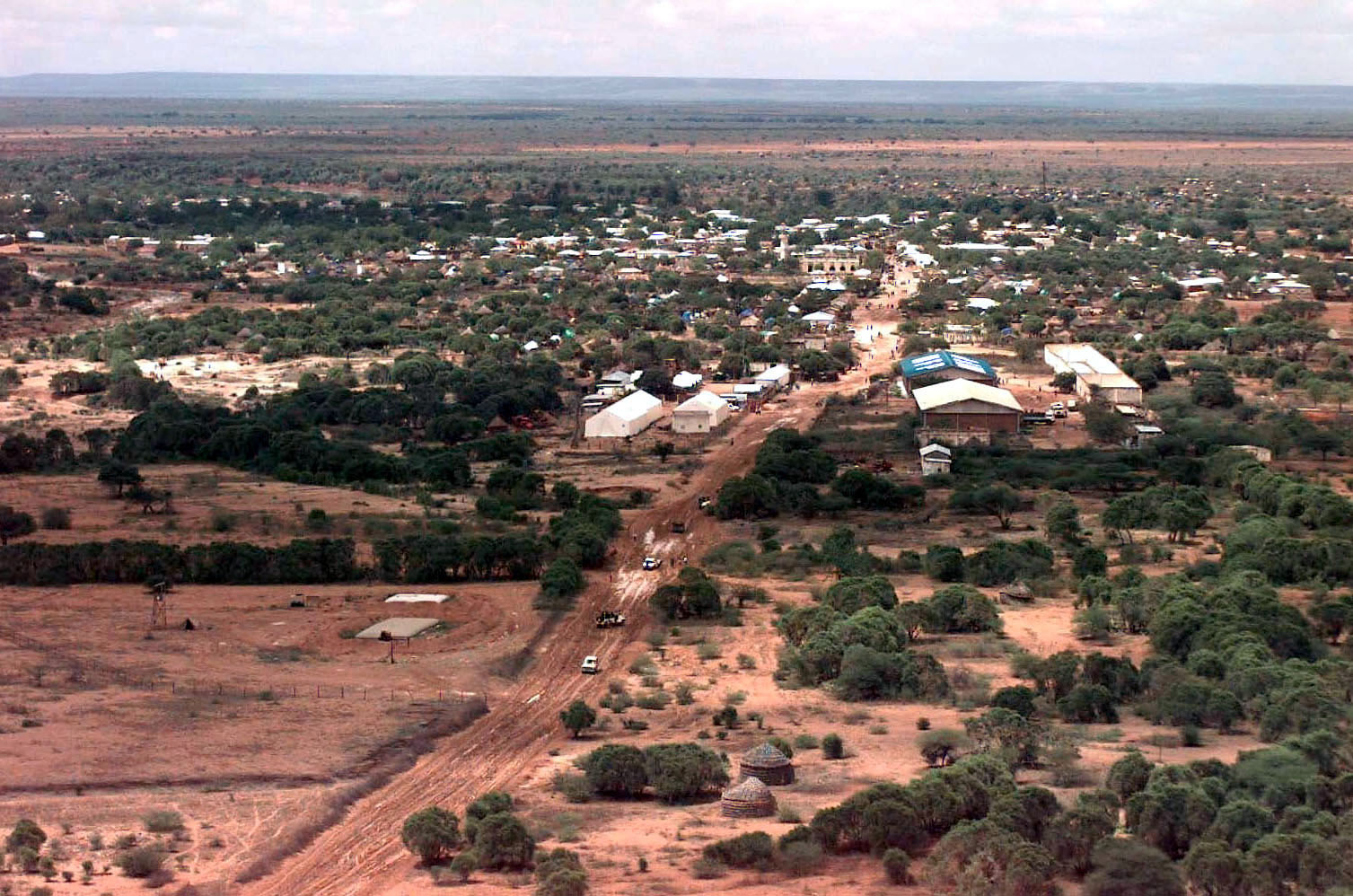
Бардере (город в провинции Гедо)

Джубаленд (сомал. Jubbaland, араб. جوبالاند‎) или долина Джубы (сомал. Dooxada Jubba, итал. Oltre Giuba) — регион на юго-западе Сомали. Населён преимущественно сомалийцами, общая численность населения на 2005 год оценивалась в 953 тыс. жителей.

## География
Джубаленд расположен в долине реки Джубба. Занимает территорию бывших провинций Сомали Нижняя Джубба, Средняя Джубба и Гедо. На западе граничит с Кенией (провинции Мандера, Ваджир и Гарисса), на севере — с Эфиопией (регион Сомали), на востоке — с провинциями Сомали Баколь, Бей и Нижняя Шабелле.
Таким образом, этот относительно небольшой регион граничит с тремя странами, в которых проживает значительная часть сомалийцев.
С юга Джубаленд омывается водами Индийского океана, на побережье которого расположены протянувшиеся на юг от Кисмайо острова Банджуни.
Территория Джубаленда примерно равна 87 тыс. км². Главный город — прибрежный Кисмайо, крупнейший — Джамаме.

## История

Флаг султаната Аджуран

В средние века территория Джубаленда находилась под властью могущественного сомалийского государства Аджуран. К этому периоду относятся древние города Джубаленда Кисмайо, Бардере и Гондерше.
После падения Аджурана, Джубаленд последовательно побывал под властью султаната Геледи, Омана и Занзибара.
В 1895 году Джубаленд был уступлен Занзибаром Британской Империи, в 1925 году был присоединён к Итальянскому Сомали, а в 1960 году вошёл в состав получившей в ходе деколонизации независимость страны Сомали.
В конце XX века Джубаленд стал ареной многочисленных сражений в затянувшейся Гражданской войне в Сомали и был ненадолго объявлен независимой территорией 3 сентября 1998 года. 28 июня 1999 года независимость была упразднена, однако в 2010 году в регионе вновь было сформировано автономное правительство.
Далее эта территория полностью вошла в зону контроля Харакат аш-Шабаба, однако в ходе операции Линда Нчи 2011—2012 годов силы Харакат аш-Шабаба были оттеснены, и на территории региона вновь было провозглашено автономное государство Джубаленд. В настоящее время регион является ареной противостояния сил Джубаленда, с ноября 2014 года подчиняющихся Федеральному правительству Сомали, и ведущих партизанскую войну сил Харакат аш-Шабаба.